# Алантоїн
Алантоїн, 5-уреїдогідантоїн (діуреїдгліоксилової кислоти) — низькомолекулярна гетероциклічна сполука. Безбарвні кристали, розчинні у воді (слаборозчинні в холодній, добре — у гарячій).

Використовують як добавку в зубних пастах, засобах гігієни ротової порожнини, шампунях, помадах, різних косметичних лосьйонах, кремах.
Алантоїн є одним з продуктів окислення сечової кислоти перманганатом калію або діоксидом свинцю в нейтральних розчинах. Окислюється до гідантоїну і потім до парабанової кислоти.